# Maria Kellerowa Riznicz
Maria Riznicz, primo voto Kellerowa, secundo voto Saint Yves d'Alveydre (ur. ok. 1823, zm. po 1895 w Wersal) – polska arystokratka znana z zaangażowania w życie towarzyskie i polityczne.

## Życiorys
Urodziła się prawdopodobnie w Odessie, ok. 1823 roku, w rodzinie kupca Iwana Riznicza i Pauliny Rzewuskiej. Była siostrzenicą Karoliny Sobańskiej i Eweliny Hańskiej-Balzakowej.
W 1845 roku poślubiła Edwarda Kellera, służącego dla Rosji Niemca bałtyckiego. Małżeństwo miało kilkoro dzieci, w tym Marię (1846) i Teodora (ur. 1850); jednego z potomków trzymał do chrztu car. Była znana z urody i licznych romansów, w tym z generał-gubernatorem kijowskim ks. Bibikowem czy Józefem Ignacym Kraszewskim, którego wydalenie przez Aleksandra Wielopolskiego rzekomo miało przyczynę w rywalizacji o względy Kellerowej.
Dzięki jej intrygom Keller uzyskał stanowisko dyrektora Komisji Rządowej Spraw Wewnętrznych. Podczas pobytu małżeństwa w Warszawie, dom Kellerów stał się centrum spotkań towarzyskich i politycznych, a ich córki zostały towarzyszkami zabaw dzieci wielkiego księcia Konstantego. Sama Maria prowadziła korespondencję z carem Aleksandrem II, była także ceniona przez króla Prus Wilhelma I.
Po 1863 roku osiadła w Paryżu, gdzie po rozwodzie z Kellerem poślubiła okultystę Alexandreʼa Saint-Yves d’Alveydre.
Zmarła po 1895 roku, w Wersal.